# Ricky Walden
Ricky Walden, angleški igralec snookerja, * 11. november 1982, Chester, Anglija.
Walden se je rodil v Chesterju, Anglija, a prebiva v Flintshiru, Wales. Visok je 193 centimetrov, kar je precejšnja višina za igralca snookerja, znan je tudi po preži, v kateri je skoraj v počepu.
Trenutno je 20. igralec sveta. V karieri je že osvojil en jakostni turnir, Shanghai Masters 2008. Na njem se je sploh prvič prebil v finale katerega od jakostnih turnirjev, potem ko je dotlej štirikrat igral v četrtfinalih jakostnih turnirjev.  Med najboljšimi 48 igralci po svetovni jakostni lestvici je prebil 4 sezone. Na glavnem delu Svetovnega prvenstva je debitiral leta 2009. 

## Začetki
Leta 2000 so ga izbrali za Mladega igralca leta. Šlo je za projekt, katerega namen je bil podpreti mlade igralce, da izpopolnijo svoje igre in medijsko podobo. S tem se je pridružil predhodnim zmagovalcem, Shaunu Murphyju, Stephenu Maguireju in Allisterju Carterju. Leta 2001 je postal še svetovni amaterski prvak do 21 let.

## Kariera
Sezono 2004/05 je začel z 78. mesta na svetovni lestvici, a si z dobrimi predstavami preko celotne sezone prislužil skok po lestvici navzgor za 30 mest. Prav tako je v sezoni dvakrat na kolena spravil Johna Higginsa in se uvrstil v osmino finala turnirja UK Championship.
V sezoni 2005/06 mu je najboljši dosežek uspel na turnirju China Open 2006, na katerem je v prvem krogu s 5-3 izločil Stephena Maguireja in se tako uvrstil v drugi krog oziroma osmino finala. Tam ga je nato premagal Irec Ken Doherty s 5-2. V sezoni 2006/07 se je na jakostnih turnirjih dvakrat uspel prebiti med najboljših 32 igralcev, na turnirju UK Championship ga je porazil Ronnie O'Sullivan z 9-5. V kvalifikacijah za nastop na Svetovnem prvenstvu je izpadel v zadnjem krogu proti kasnejšemu finalistu Marku Selbyju, izid je bil 6-10.
Na svetovni jakostni lestvici je v sezoni 2007/08 zasedal 36. mesto, kar je bila napoved boljših rezultatov, saj se je na turnirju Grand Prix 2007 prebil v osmino finala, potem ko je v kvalifikacijah s 4-1 porazil Johna Parrotta in v skupini premagal še štiri igralce najboljše dvaintrideseterice na jakostni lestvici: Marka Allena (4-1), Marka Williamsa (4-3), Kena Dohertyja (4-0) in Iana McCullocha (4-2). V osmini finala je nato naletel na razigranega Gerarda Greena, ki ga je izločil z izidom 5-0. Zatem je na turnirju China Open izpadel proti Marku Selbyju, v kvalifikacijah za Svetovno prvenstvo pa je moral priznati premoč Marku Allenu.
Sezona 2008/09 je bila za Waldena bistveno spodbudnejša kot prejšnje, saj je osvojil svoj prvi jakostni turnir v karieri. Najprej je v kvalifikacijah porazil Leeja Spicka (5-3) in Iana McCullocha (5-2), nato pa je eksplodiral na glavnem delu turnirja Shanghai Masters 2008 in premagal po vrsti Ando Zhanga (5-0, wildcard krog), Stephena Hendryja (5-4, prvi krog), Neila Robertsona (5-4, drugi krog), Steva Davisa (5-2, četrtfinale) in Marka Selbyja (6-4, polfinale), v finalu pa je na kolena spravil še Ronnieja O'Sullivana, izid je bil 10-8.  Walden je bil sicer blizu izpada v polfinalu, saj je proti Selbyju zaostajal že z 1-4, a nato osvojil 5 framov zapored in slavil s 6-4.  Preostanek sezone je bil za Waldena konstantno povprečen, a si je vseeno prvič v karieri priboril mesto na Svetovnem prvenstvu, kar je omogočila kvalifikacijska zmaga proti Anthonyju Hamiltonu z 10-5. Na prvenstvu je izgubil v prvem krogu, z 10-6 je bil boljši Mark Selby, ki se mu je tako maščeval za poraz v Šanghaju.
Leta 2008 je Walden prav tako osvojil nejakostni turnir Sangsom 6-Reds International, na katerem je v finalu odpravil Stuarta Binghama z 8-3. Turnir se od ostalih razlikuje po tem, da na mizi ni 15 rdečih krogel, temveč le 6. 

## Osvojeni turnirji

### Jakostni turnirji
- Shanghai Masters - 2008

### Nejakostni turnirji
- Sangsom 6-red World Grand Prix - 2008
- General Cup International - 2009

### Amaterski turnirji
- IBSF svetovno prvenstvo do 21 let - 2001